# Accords de San Andrés
 (juillet 2023).
La mise en forme du texte ne suit pas les recommandations de Wikipédia : il faut le « wikifier ».
Les points d'amélioration suivants sont les cas les plus fréquents. Le détail des points à revoir est peut-être précisé sur la page de discussion.
- Les titres sont pré-formatés par le logiciel. Ils ne sont ni en capitales, ni en gras.
- Le texte ne doit pas être écrit en capitales (les noms de famille non plus), ni en gras, ni en italique, ni en « petit »…
- Le gras n'est utilisé que pour surligner le titre de l'article dans l'introduction, une seule fois.
- L'italique est rarement utilisé : mots en langue étrangère, titres d'œuvres, noms de bateaux, etc.
- Les citations ne sont pas en italique mais en corps de texte normal. Elles sont entourées par des guillemets français : « et ».
- Les listes à puces sont à éviter, des paragraphes rédigés étant largement préférés. Les tableaux sont à réserver à la présentation de données structurées (résultats, etc.).
- Les appels de note de bas de page (petits chiffres en exposant, introduits par l'outil «  Source ») sont à placer entre la fin de phrase et le point final[comme ça].
- Les liens internes (vers d'autres articles de Wikipédia) sont à choisir avec parcimonie. Créez des liens vers des articles approfondissant le sujet. Les termes génériques sans rapport avec le sujet sont à éviter, ainsi que les répétitions de liens vers un même terme.
- Les liens externes sont à placer uniquement dans une section « Liens externes », à la fin de l'article. Ces liens sont à choisir avec parcimonie suivant les règles définies. Si un lien sert de source à l'article, son insertion dans le texte est à faire par les notes de bas de page.
- La présentation des références doit suivre les conventions bibliographiques. Il est recommandé d'utiliser les modèles {{Ouvrage}}, {{Chapitre}}, {{Article}}, {{Lien web}} et/ou {{Bibliographie}}. Le mode d'édition visuel peut mettre en forme automatiquement les références.
- Insérer une infobox (cadre d'informations à droite) n'est pas obligatoire pour parachever la mise en page.

Pour une aide détaillée, merci de consulter Aide:Wikification.
Si vous pensez que ces points ont été résolus, vous pouvez retirer ce bandeau et améliorer la mise en forme d'un autre article.
Les accords de San Andrés sont des accords conclus entre l'Armée zapatiste de libération nationale et le gouvernement mexicain, sous la présidence de Ernesto Zedillo. Les accords ont été signés le 16 février 1996 à San Andrés Larráinzar, dans l'état du Chiapas, et ont accordé l'autonomie et la reconnaissance des droits de la population indigène du Mexique.
Les accords étaient basés sur les cinq principes : 
- Le respect fondamental de la diversité de la population indigène du Chiapas,
- La conservation des ressources naturelles dans les territoires utilisés et occupés par les peuples indigènes,
- Une plus grande participation des communautés indigènes dans les décisions et le contrôle des dépenses publiques,
- La participation des communautés autochtones à la détermination de leurs propres plans de développement,
- L'autonomie des communautés autochtones et leur droit à la libre détermination dans le cadre de l'État [1].

Ces accords ont été discutés et approuvés par des représentants de toutes les communautés indigènes du Mexique, et traduits en dix langues indigènes. Le président Zedillo et le Parti révolutionnaire institutionnel (PRI) ont cependant ignoré les accords et ont accru la présence militaire avec le soutien politique des autres partis politiques majoritaires  tels que le Parti de la révolution démocratique (PRD) et le Parti d'action nationale (PAN).

## Histoire

Larrainzar, Chiapas

Le 16 février 1996, l'Armée de libération nationale zapatiste ( EZLN ) crée et signe la première phase des accords de San Andrés. Plus tard, le même jour, le gouvernement fédéral mexicain accepte les conditions et signe également les accords. Les deux groupes ont signé les accords en présence de la CONAI (la Commission nationale d'intermédiation - Comisión Nacional de Intermediación ) dirigée par l'évêque Samuel Ruiz et de la COCOPA (la Commission de Concordia et Pacification ),.
La création et la signature de ces accords ont eu lieu après de multiples pourparlers entre l'EZLN et le gouvernement fédéral mexicain. Ces pourparlers ont commencé en janvier 1996. La plupart concernant des discussions sur les droits et la culture des peuples autochtones au Mexique.
Les principaux sujets abordés par les deux groupes lors de ces réunions étaient :
1. Respect fondamental et reconnaissance de la diversité de la population indigène du Chiapas
2. La préservation des ressources naturelles sur les terres occupées par la population indigène
3. Plus grande participation des individus au sein des communautés autochtones aux décisions et au contrôle des dépenses publiques
4. Une plus grande participation des individus autochtones au sein de leurs communautés à la décision de leurs propres plans de développement, y compris le contrôle de leurs propres politiques et judiciaires
5. L'autonomie des communautés autochtones et leur droit de participer aux affaires de l'État [1]

Après un entretien spécifique à San Andres Larrainzar sur ces mêmes questions en janvier 1996, l'EZLN et le gouvernement fédéral mexicain ont décidé de construire et de signer les accords de San Andres. Les accords ont été élaborés pour résoudre ces problèmes que les deux groupes estimaient essentiels pour répondre aux besoins de la population autochtone. Après que les deux groupes aient signé les accords, les citoyens du Chiapas étaient soulagés et espéraient qu'il y maintiendrait la paix au Chiapas. De nombreux citoyens du Chiapas ont été soulagés que le gouvernement fédéral mexicain négocie activement et participe aux pourparlers avec l'EZLN.
Les premières étapes des accords de San Andrés signés par les deux groupes devaient marquer le début des négociations et des pourparlers de paix. L'EZLN avait l'impression que de nouvelles discussions avec le gouvernement fédéral finiraient par aboutir à davantage de dispositions qui seraient essentielles pour résoudre davantage de problèmes auxquels la population autochtone était confrontée. Certains de ces problèmes comprenaient les conditions de vie inférieures aux normes des peuples autochtones du Chiapas, le développement des communautés autochtones et les situations auxquelles sont confrontées les femmes du Chiapas.
Malgré les efforts initiaux pour apaiser les relations entre l'EZLN et le gouvernement fédéral mexicain, ce dernier n'a pas tenu les promesses qu'il avait faites en acceptant les accords. Aucune des questions discutées dans les accords de San Andres n'a été abordée comme les citoyens autochtones du Chiapas l'avaient prévu et espéré. Au lieu de cela, les communautés du Chiapas ont été infiltrées par des groupes militaires et paramilitaires mexicains plus souvent qu'auparavant. Selon la CONAI, qui a agi en tant que groupe de médiation entre l'EZLN et le gouvernement fédéral, les responsables du gouvernement mexicain ont refusé le dialogue et  l'envoi de représentants pour la deuxième série de discussions sur le sujet de la population autochtone.
Le 29 août 1996, l'EZLN a refusé de  prendre part aux négociations avec le gouvernement fédéral mexicain jusqu'à ce que les cinq dispositions spécifiques sur lesquelles ils se sont mis d'accord aient été respectées. Ces cinq dispositions étaient les suivantes :
1. Le gouvernement doit remplir son obligation à partir des parties des accords originaux de San Andres qui traitaient des questions des droits et des cultures de la population indigène,
2. Le gouvernement fédéral doit présenter une proposition qui aborde les questions de démocratie et de justice pour les groupes autochtones,
3. Le gouvernement doit libérer les prisonniers politiques emprisonnés pour être "zapatistes" (ce qui a été convenu lors de la signature des lois de dialogue et de conciliation le 11 mars 1995 par l'EZLN et le gouvernement fédéral),
4. Il faut mettre un terme à la guerre déclenchée par le gouvernement du Chiapas. Les groupes paramilitaires du nord du Chiapas doivent être désarmés,
5. Il doit y avoir une délégation gouvernementale qui puisse aider à résoudre le conflit dans le plein respect de l'organe de médiation zapatiste[1].

Après la fin des pourparlers entre l'EZLN et le gouvernement fédéral mexicain, COCOPA (l'organe de surveillance du Congrès fédéral chargé de superviser les pourparlers entre les deux groupes) a cherché un moyen plus juste et plus gratifiant de trouver une solution au désaccord. La COCOPA a entrepris des efforts pour convertir les accords originaux de San Andres (uniquement ceux concernant les peuples autochtones) en législation légale. L'initiative COCOPA a été présentée au gouvernement fédéral mexicain et à l'EZLN en novembre 1996. L'EZLN a accepté les conditions présentées dans l'initiative et a signé la proposition le 29 novembre. Quelques jours plus tard, le gouvernement fédéral mexicain a rejeté l'initiative, malgré le fait que la proposition avait été créée par des fonctionnaires au sein du gouvernement (dirigeants de la COCOPA).
Le gouvernement fédéral mexicain a répondu  à son propre refus en créant et en présentant une contre-initiative. Pour l'essentiel, le gouvernement a totalement modifié les grands principes présentés dans les accords originaux de San Andres. L'EZLN a lu la proposition et a refusé de la signer. Les zapatistes ont affirmé que le gouvernement fédéral donnait l'impression que les indigènes étaient "non civilisés, avec très peu d'intérêt pour le dialogue". Le gouvernement fédéral a alors lancé une campagne médiatique contre l'EZLN. Le gouvernement mexicain a annoncé aux citoyens du Chiapas qu'ils avaient rempli les obligations promises dans les accords de paix originaux de San Andres.
La CONAI a comparé de manière critique la contre-proposition du gouvernement mexicain à ce qui avait été initialement promis dans les accords de San Andres. Selon des responsables de la CONAI, "la proposition présidentielle sur les droits et la culture indigènes n'est pas conforme à ce qui a été convenu à San Andres". La CONAI a fait remarquer que la contre-proposition limitait l'exercice des droits des peuples indiens dans leurs communautés, a mentionné que la Constitution "accordait" des droits aux peuples autochtones au lieu de les reconnaître, ne reconnaissait pas les droits de juridiction des peuples autochtones, ne reconnaissait pas les peuples autochtones ' à leur territoire et ne reconnaissaient pas le droit des peuples autochtones de décider des procédures d'élection de leurs propres représentants.

## Relations récentes
Des groupes paramilitaires ont également réapparu et les agressions contre les zapatistes se sont multipliées. Les paramilitaires ont notamment été abrités par le gouverneur du Chiapas, Juan Sabines, un ex-militant du PRI devenu membre du PRD. La direction du PRD est restée silencieuse. Manuel Camacho Solis a toutefois reconnu que le sujet avait été évoqué. Il dit : « Il y a un risque de violence au Chiapas. Il y a des groupes du PRD qui ont eu recours à de sales tours. » 
En 2000, Vicente Fox, le chef du Parti de l'Action nationale, a été élu président. Il a promis de relancer le processus de paix et les pourparlers avec la communauté indigène. L'élection de Fox a redonné espoir aux indigènes quant à la possibilité de négocier.
En mars et avril 2001, les dirigeants de l'EZLN ont fait un voyage du Chiapas à travers une douzaine d'États du Mexique dans le but de se rassembler pour les droits des autochtones. L'EZLN avait exigé la reprise des négociations de paix. Ils ont exigé le retrait des forces militaires mexicaines de sept bases clés du Chiapas, la libération de tous les prisonniers zapatistes et la promulgation de l'initiative COCOPA qui inclurait les accords originaux de San Andres.
L'ancien président mexicain Vicente Fox a fermé les sept bases militaires et libéré tous les prisonniers politiques zapatistes sauf neuf. Cependant, il a refusé de répondre à la demande zapatiste de mettre en œuvre les accords de San Andres sans changement.
Au lieu de reconnaître officiellement l'autonomie autochtone dans la constitution mexicaine, le Congrès a adopté la «loi autochtone» qui permettait aux États locaux de choisir de reconnaître ou non l'autonomie autochtone. Une forte opposition à cette loi a été rencontrée par les représentants de l'État, les chefs religieux, de nombreux groupes autochtones et l'EZLN. Le chef zapatiste, le sous-commandant Marcos, a déclaré que le nom du projet de loi sur les "droits indigènes" serait mieux appelé "Reconnaissance constitutionnelle des droits et de la culture des propriétaires terriens et des racistes".
Depuis le vote de la réforme par le Sénat le 25 avril 2001, près de 300 recours constitutionnels ont été déposés contre cette loi. Ces plaintes soutiennent que la loi ne reconnaît pas les peuples autochtones en tant que sujets de droit et qu'elle ne garantit pas aux communautés autochtones le droit d'utiliser leurs propres ressources naturelles.
En 2015, le gouverneur du Chiapas, Manuel Velasco Coello, a souligné que les accords doivent être respectés et que ceux-ci doivent être inscrits dans la Constitution fédérale.